# Neftalí Feliz
Neftalí Féliz Antonio (nacido el 2 de mayo de 1988 en Ansonia de Azua) es un lanzador dominicano que juega en las Grandes Ligas de Béisbol para los Seattle Mariners.
Féliz mantiene el récord de Grandes Ligas en salvamentos para un novato en una temporada, con 40. Fue el mejor prospecto de los Rangers de acuerdo con la revista Baseball America, y uno de los cinco mejores lanzadores prospectos en el béisbol a principios de 2010. Su mejor lanzamiento es su recta, que siempre sobrepasa las 90 mph y puede alcanzar los tres dígitos.

## Carrera
Féliz fue firmado por los Bravos de Atlanta como amateur fuera de la República Dominicana en 2005. El 31 de julio de 2007 fue cambiado por los Bravos a los Rangers de Texas, junto con Jarrod Saltalamacchia, Matt Harrison, Beau Jones, y Elvis Andrus por Mark Teixeira y Ron Mahay.
Féliz fue llamado a Grandes Ligas por primera vez el 2 de agosto de 2009. Hizo su debut el 3 de agosto, ponchando a cuatro bateadores en octubre en dos entradas sin permitir anotaciones. Terminó la temporada con un récord de 1-0 y una efectividad de 1.74 en 20 partidos, con dos salvamentos y 39 ponches en 31 entradas lanzadas.
Después de dos salvamentos desperdiciados por Frank Francisco para iniciar la temporada de béisbol 2010, Féliz fue promovido a cerrador para sustituir a Francisco.
El 4 de julio e 2010, Féliz fue seleccionado para su primer Juego de Estrellas. Estuvo acompañado por sus compañeros de equipo Vladimir Guerrero, Josh Hamilton, Ian Kinsler, Elvis Andrus, y la recién adquirido Cliff Lee. Sin embargo, Féliz no lanzó durante el juego.
El 25 de septiembre de 2010, Féliz logró su salvamento número 38 de la temporada, rompiendo el récord en salvamentos para un novato en una temporada. Terminó la temporada con 40. El récord anterior estaba en manos de Kazuhiro Sasaki, con 37 en el año 2000.
Féliz sacó los últimos tres outs del Juego 6 de la Serie de Campeonato de la Liga Americana 2010, enviando a los Rangers a la Serie Mundial por primera vez en la historia de la franquicia. El 30 de octubre de 2010, Féliz cerró el Juego 3 de la Serie Mundial en la victoria de los Rangers 4-2 sobre los Gigantes de San Francisco, convirtiéndose en el segundo jugador más joven en lograr un salvamento en la Serie Mundial.
El 15 de noviembre de 2010, Féliz fue galardonado con el Novato del Año de la Liga Americana 2010, el primer miembro de los Rangers en ganar el premio desde Mike Hargrove, en 1974. Derrotó al jardinero central de los Tigres de Detroit Austin Jackson, y al tercera base de los Mellizos de Minnesota Danny Valencia.
También fue nombrado el cerrador del 2010 All-Rookie Team de la revista Baseball America y el Major League Rookie All-Star Team de la compañía Topps.
En 2011, terminó de 2-3 con una efectividad de 2.74 y 32 salvamentos (quinto en la Liga Americana, y empatado en el noveno con la mayor cantidad en la historia de los Rangers). Durante el sexto juego de la Serie Mundial de 2011, con dos outs y dos hombre en base, Neftalí echó a perder una ventaja de dos carreras en la parte baja de la novena entrada cuando permitió un triple de dos carreras a David Freese. Los Cardenales eventualmente ganaron el sexto juego y, más adelante, la Serie Mundial.
Con la adición del veterano cerrador Joe Nathan, los Rangers de Texas colocaron a Feliz en la rotación de abridores para la temporada 2012.
Durante los entranimientos de primavera en 2014, Feliz no se mostró cómodo y no alcanzò la velocidad acostumbrada. Siendo rebajado a AAA-Rounds Rock, sucursal de los Rangers de Texas -

## Premios
- Novato del Año de la Liga Americana 2010.[11]
- El ministerio de la juventud de la república dominicana galardonó a Feliz, con el Premio Nacional de la Juventud 2011, como joven dominicano destacado en las grandes ligas.[12]